# حیدر باقر
حیدر باقرکارآفرین اندونزیایی، خیر، نویسنده، مدرس و مدیرعامل گروه میزان است. آخرین کتاب وی اسلام: ایمان عشق و خوشبختی است که توسط انتشارات کیوب منتشر شده‌است.

## تحصیلات
وی مدرک کارشناسی خود را از گروه مهندسی صنایع، در مؤسسه فناوری باندونگ گرفت. مدرک کارشناسی ارشد خود را از مرکز مطالعات خاورمیانه در دانشگاه هاروارد و مدرک دکترای خود را از گروه علوم انسانی در دانشگاه اندونزی دریافت کرد (با پژوهش یک‌ساله در گروه تاریخ و فلسفه علوم در دانشگاه ایندیانا، بلومینگتون). عنوان رساله‌اش تجربه عرفانی در معرفت‌شناسی ملاصدرا و مقایسه آن با ایده هایدگر در مورد تفکر بود.